# كوري جوردن
كوري جوردن (بالإنجليزية: Corey Jordan)‏ هو لاعب كرة قدم بريطاني في مركز الدفاع، ولد في 4 مارس 1999 في بورنموث في المملكة المتحدة. لعب مع نادي بورنموث.

## وصلات خارجية
- كوري جوردن على موقع قاعدة بيانات كرة القدم.إي يو (الإنجليزية)
- كوري جوردن على موقع Soccerbase.com (لاعب) (الإنجليزية)
- كوري جوردن على موقع Soccerway.com (الإنجليزية)
- كوري جوردن على موقع AS.com (الإسبانية)